# Frieza
Frieza (japansk: フリーザ, Furiza), romaniseret som Freeza i japansk merchandise, er en af de største skurke i Dragon Ball mangaen. Han medvirker i bog 21-28. Hans far er King Cold og han hersker over mange planeter. Han har også en storebror, som hedder Cooler (han optræder kun i to film). Desuden har han også en søn, Kuriza, som optræder i Neko-Majin. Frieza har en del lejesvende under sig, heriblandt: Zarbon, Dodoria og Ginyu-Komandoen. Han undertrykker sin styrke voldsomt i sin først form. I løbet af serien tvinger Son Goku og hans venner ham til at forvandle sig 3 gange indtil han når sin fulde styrke. 
Frieza frygtede legenden om super-saiyan, som ville være stærk nok til at tilintetgøre ham. Derfor udslettede han planeten Vegeta, samt størstedelen af saiyansne. Son Goku's far Bardock døde i kamp mod Frieza. År senere hører han om dragekuglerne og tager til Namek for at samle dem. En del Namekianere bliver dræbt af Frieza's styrker i processen. Son Goku, Vegeta og hans venner modsætter sig Frieza. Vegeta bliver dræbt af Frieza og afslører overfor Son Goku at Frieza udslettede deres planet. Under kampen mellem Son Goku og Frieza, dræber Frieza Krillin. Goku's vrede forvandler ham til en super-saiyan, som kan besejre Frieza. Frieza er trængt op i et hjørne og vil tilintetgøre Namek, da han kan overleve i rummet.
På mirakuløs vis overlever Frieza og Son Goku Nameks tilintetgørelse. King Cold har fået sin søn robotiseret, men de to dræbes af den tidsrejsende Trunks før Son Goku's ankomst.